# Whissonsett
 (juillet 2023).
Whissonsett est une paroisse civile et un village du Norfolk, en Angleterre.